# Герреро Мартинес, Альберто
Альберто Герреро Мартинес (исп. Alberto Guerrero Martínez; 28 июня 1878, Гуаякиль, Эквадор — 21 мая 1941, там же) — эквадорский политический и государственный деятель, исполняющий обязанности президента Эквадора (2 сентября — 4 декабря 1932), Президент Национального конгресса Эквадора (1923—1925), президент Сената дважды — с 1923 по 1924 год и с августа 1932 по декабрь 1932 года, мэр Гуаякиля (1931—1932), доктор права.

## Биография
Изучал право в родном городе. В 1912 году начал заниматься политической деятельностью, был избран сенатором Национального конгресса.
Был секретарём Верховного Суда Гуаякиля, президентом Конгресса (1923—1925), руководил Исполнительной властью во время правительств Хосе Луис Тамайо и Гонсало Кордовы. Добился национализации южной железной дороги за счёт приобретения облигаций и акций английских и американских владельцев. В 1931—1932 годах работал мэром Гуаякиля.
Временно занимал пост президента страны после отставки из-за продолжавшихся четыре дня массовых кровавых беспорядков. 
Умер в результате инфаркта миокарда